# Tombeau et gisant de saint Briac
Le tombeau et gisant de saint Briac dans l'église Saint-Briac à Bourbriac, une commune du département des Côtes-d'Armor dans la région Bretagne en France, est un gisant du XVIe siècle. Il a été classé monument historique au titre d'objet le 11 octobre 1907.
Le tombeau et gisant de saint Briac en marbre et granite se trouve à l'origine à la croisée du transept. Endommagé lors de l'incendie de 1765, il est transporté dans un coin de l'église.  